# Chap va Rast
Chap va Rast (em persa: چپوراست, também romanizada como Chap va Rāst; também conhecida como Chap Rāst) é uma aldeia do distrito rural de Abanar, no condado de Abdanan, da província de Ilam, Irã.
No censo de 2006, sua população era de 51 habitantes, em 9 famílias.